# Al-Azizyah
al-Azizyah (arabiska: العزيزية) är en huvudort i distriktet al-Jfara i nordvästra Libyen, 55 kilometer sydväst om Tripoli.

## Geografi och klimat
Här uppmättes 1922 den hittills högsta temperaturen på jorden, 57,8 grader Celsius . Högsta medeltemperaturen har däremot Dallol i Danakilöknen i Etiopien (34.4°).